# 安齡暑假冇時停
《安齡暑假冇時停》是香港無綫電視翡翠台的電視遊戲節目。由2017年6月29日起，逢星期四中午13:25-14:00於都市閒情節目內播映。每一集由60後代表安及70後代表齡，帶同兩位90後去做暑期工，展現不同年代的打工態度。節目除了體驗不同工種，同時以遊戲搞笑比拼形式進行，合共十集。

## 節目內容
| 集數 | 播映日期   | 錄影日期   | 嘉賓                                   | 職業                     |
| 01   | 2017-06-29 | 2017-06-10 | 江嘉敏、吳偉豪                         | 美食車車務員             |
| 02   | 2017-07-06 | 2017-06-10 | 江嘉敏、吳偉豪                         | 美食車車務員             |
| 03   | 2017-07-13 | 2017-06-23 | 丁子朗、張寶兒                         | 大熊貓護理員             |
| 04   | 2017-07-20 | 2017-06-23 | 周嘉洛、蘇韻姿                         | 兒童體操教練             |
| 05   | 2017-07-27 | 2017-07-07 | 焦浩軒、劉穎鏇                         | 酒店房務員               |
| 06   | 2017-08-03 | 2017-07-07 | 邵珮詩、麥凱程                         | 廚房學徒                 |
| 07   | 2017-08-10 | 2017-07-25 | 胡㻗、林凱恩                           | 街市從業員               |
| 08   | 2017-08-17 | 2017-07-25 | 容天佑、李君妍                         | 集運倉務員               |
| 09   | 2017-08-24 | 2017-08-08 | 江嘉敏、吳偉豪、周嘉洛、蘇韻姿、麥凱程 | 農夫（上）（敗者復活戰） |
| 10   | 2017-08-31 | 2017-08-08 | 江嘉敏、吳偉豪、周嘉洛、蘇韻姿、麥凱程 | 農夫（下）（敗者復活戰） |

## 賀歲特輯
繼2017年暑假播放的環節「安齡暑假冇時停」後，《都市閒情》於2018年大年初一播放新春特備節目《都市閒情之安齡初一冇時停》，大王安德尊與宋芝齡延續冇時停的玩樂精神，進行多場遊戲挑戰賽。 與「安齡暑假冇時停」不同，大王與宋芝齡將會「決裂」，不再合作組隊挑戰90後，而是夥拍六位藝員嘉賓，分成「安德尊隊」及「宋芝齡隊」，進行連場新春遊戲。
2019年，流行都市節目製作《安宋豬年冇時停》，並於2月5日年初一播映。

## 外部連結
- 《都市閒情》「安齡暑假冇時停」 - 節目重溫